# 病程
病程，是指一個疾病或者其治疗的持續時間。
- 治疗病程，是指开始实行药物治疗的过程，包括对药物不同计量和使用的监控，因为一些药物的使用不能突然停止，所以治疗病程必须纳入考察范围。

- 抗生素: 抗生素的病程对于防止疾病复发或者抗药性等副作用的产生至关重要

- 类固醇: 对于长期或者短期类固醇治疗，当停止治疗时，对类固醇的摄入并非突然停止而是逐渐减轻计量。这使得患者肾上腺能够自然恢复生产皮质醇。突然停止类固醇的摄入，会导致肾上腺机能不全，以及类固醇停药综合征

- 疾病病程，也称自然病史（英语：Natural history of disease）[7]，是指患者体内的疾病发展情况，包括病症、进度、以及作用。常见的疾病病程包括有：

- 慢性
- 复发
- 亚急性：位于急性和慢性之间
- 急性等。